# Nonoai (Rio Grande do Sul)
Nonoai est une ville brésilienne du nord-ouest de l'État du Rio Grande do Sul.

## Géographie
Nonoai se situe par une latitude de 27° 21′ 42″ sud et par une longitude de 52° 46′ 17″ ouest, à une altitude de 584 mètres. Elle est séparée de l'État de Santa Catarina par le rio Uruguai.
Sa population était de 12 327 habitants au recensement de 2007. La municipalité s'étend sur 469 km2.
Elle fait partie de la microrégion de Frederico Westphalen, dans la mésoregion du Nord-Ouest du Rio Grande do Sul.